# Сухотин, Михаил Михайлович
Михаи́л Миха́йлович Сухо́тин (начало 1820-х—21 февраля (5 марта) 1881, Москва, Российская империя) — русский писатель.

## Биография
Родился в начале 1820-х годов.
В 1846 году окончил Императорский Московский университет со степенью кандидата прав, приложил значительные усилия для создания в университете «Общества распространения духовно-нравственных книг.
Являлся членом «Общества любителей духовного просвещения», от которого, вместе с братом, Фёдором был избран депутатом на Боннской конференции по вопросу о воссоединении старокатоликов.
Много путешествовал по Западной Европе, в особенности, по Англии, где познакомился с выдающимися деятелями в области духовно-нравственного просвещения и изучал отношения между Церковью Англии и Церковью Ирландии.
Публиковал свои работы во многих журналах, в том числе в «Московских ведомостях» и «Православном обозрении».
Скончался 21 февраля (5 марта по новому стилю) 1881 года в Москве.

## Творчество
Список публикаций работ Сухотина:
- Сухотинъ, М. М. Письма изъ Англiи // Московскiя Вѣдомости : газета / подъ ред. Е. Ф. Корша ; Имп. М. ун-т. — М.: Тип. Имп. М. ун-та,
  - 1859. — № 43.
  - 1859. — № 44.
- Сухотинъ, М. М. Станлей // Православное Обозрѣніе : журналъ / подъ ред. Н. А. Сергiевскаго ; Имп. М. ун-т. — М.: Тип. Имп. М. ун-та, 1862. — Кн. 7.
- Сухотинъ, М. М. Изъ путевыхъ замѣтокъ объ Англiи // Православное Обозрѣніе : журналъ / подъ ред. Н. А. Сергiевскаго ; Имп. М. ун-т. — М.: Тип. Имп. М. ун-та, 1862. — Кн. 12.
- Сухотинъ, М. М. Изъ современнаго быта Англиканской церкви // Православное Обозрѣніе : журналъ / подъ ред. Н. А. Сергiевскаго ; Имп. М. ун-т. — М.: Тип. Имп. М. ун-та,
  - 1865. — Кн. 12.
  - 1866. — Кн. 7.
  - 1867. — Кн. 1.
  - 1868. — Кн. 1.
  - 1868. — Кн. 9.
  - 1870. — Кн. 2.
- Сухотинъ, М. М. Англиканская конвокацiя // Православное Обозрѣніе : журналъ / подъ ред. Г. П. Смирнова-Платнова ; Имп. М. ун-т. — М.: Тип. Имп. М. ун-та, 1869. — Кн. 2.
- Сухотинъ, М. М. Билль объ имуществахъ Ирландской церкви // Православное Обозрѣніе : журналъ / подъ ред. Г. П. Смирнова-Платнова ; Имп. М. ун-т. — М.: Тип. Имп. М. ун-та, 1869. — Кн. 7.
- Сухотинъ, М. М. Посѣщеніе Англіи архіепископомъ Сиры и Теніоса // Православное Обозрѣніе : журналъ / подъ ред. Г. П. Смирнова-Платнова ; Имп. М. ун-т. — М.: Тип. Имп. М. ун-та,
  - 1870. — Кн. 8.
  - 1870. — Кн. 12.
- Сухотинъ, М. М. Обрядовое разногласiе Англиканской церкви // Чтенія въ Обществѣ любителей духовнаго просвѣщенія ; подъ ред. И. И. Соловьёва ; О-во любителей дух. просвѣщенiя. — М.: О-во любителей дух. просвѣщенiя, 1876. — Кн. 3.